# Брекар, Шарль
Шарль Теодор Брекар (14 октября 1867 в Сиди-Бель-Аббес близ Орана (Алжир) — 22 декабря 1952, 5й округ Парижа) — французский генерал, Великий канцлер Почётного легиона с 1940 по 1944 год и Президент ордена Франциски с 1942 по 1944 г. В этом качестве в годы режима Виши выполнял декоративно-представительские функции, замещая престарелого маршала Петена на многих почётных церемониях в качестве его «личного представителя». После войны не преследовался и не осуждался.

## Биография
Выпускник академии Сен-Сир (1885—1887), он последовательно занимал следующие должности во время Первой мировой войны :
- Офицер штаба 3 управления (операций) Генерального штаба ,
- Глава французской военной миссии в бельгийской армии,
- Начальник штаба VI армии ,
- Помощник генерал-майора по иностранным делам,
- Командир 310й пехотной бригады инфантерии.
- Командир 161 дивизии инфантерии.
- Командир 5 кавалерийской дивизии и временной дивизии Брекара.
- Командир 1 пешей кавалерийской дивизии.

Он командовал одиннадцатью полками, ответственными за оказание почестей при подписании перемирия 1918 года в Ретонде.
После войны он командовал 33 корпусом Рейнской армии в Бонне с 1924 по 1927 год, а в 1932 году завершил свою военную карьеру в качестве военного губернатора Страсбурга и генерального инспектора кавалерии. В 1934 году, в год смерти короля Альберта I, он написал книгу, «В Бельгии короля Альберта, воспоминания о 1914 году».
Верный маршалу Петену, он занимал пост генерального секретаря главы государства с июля по октябрь 1940 года. Затем снят с должности за свои антигерманские взгляды и назначен Великим канцлером Почетного легиона, и находился в этой должности до июля 1944 года.
Также указом от 1 августа 1942 г. назначен Президентом Совета Ордена франциски.
Интернирован во время Освобождения Франции, однако ему не были предъявлены никакие обвинения. Умер в возрасте 85 лет 22 декабря 1952 г. в больнице Валь-де-Грас (5й округа Парижа) и похоронен в Париже на кладбище Пер-Лашез, 71й участок).

## Награды

### Французские награды
- : Большой крест ордена Почетного легиона 07.08.1932 г.
  - Великий офицер Почетного легиона 28.12.1928 г.
  - Командир Почетного легиона 16.06.1920 г.
  - Офицер Почетного легиона на14 mars 1915
  - Рыцарь Почетного легиона на29 décembre 1910
- : Военный крест 1914—1918.
- : Межсоюзная медаль Победы.
- : Медаль «В память о войне 1914—1918» (Франция).

### Иностранные награды
- : Кавалер Королевского Ордена Леопольда (Королевство Бельгия),
- : Военный крест 1914—1918 (Бельгия).
- : Кавалер Ордена Бани (Великобритания).